# Stetterbrücke

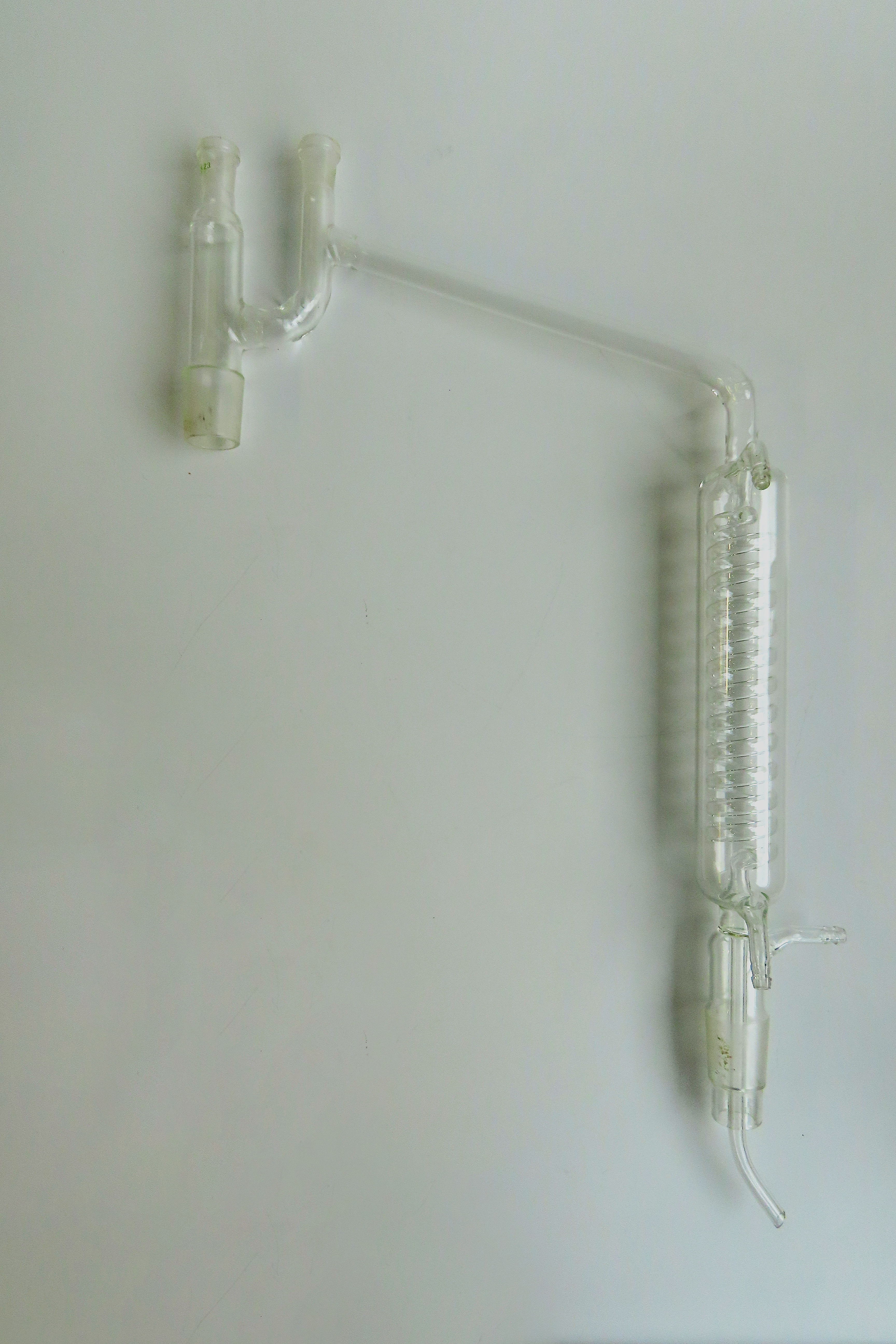
Stetterbrücke mit Normschliffen NS 29 für die Kolben und NS 14 für die Siedekapillare (links) und Thermometer (rechts)

Eine Stetterbrücke ist ein Laborgerät, mit dem Flüssigkeiten mit einer weiten Spanne an Siedepunkten destilliert werden können. Sie kombiniert einen Luftkühler mit einem  absteigenden Schlangenkühler.  Durch den Luftkühler (das absteigende Rohr), können hochsiedende Komponenten abkühlen, bevor sie den Schlangenkühler erreichen. So werden thermische Spannungen an den Schweißstellen des Kühlers minimiert. Niedrig siedende Substanzen wiederum werden sehr effizient durch den absteigenden Schlangenkühler kondensiert. Ein Nachteil der Stetterbrücke beim Arbeiten im Vakuum ist der relativ hohe Druckverlust durch die enge Glasspirale, sodass im Siedekolben ein merklich höherer Duck herrscht und sich somit auch eine höhere Siedetemperatur ergibt. Die Stetterbrücke wurde von Hermann Stetter entwickelt und wird in chemischen Laboren u. a. verwendet, um Lösemittel abzudestillieren. Eine Stetterbrücke kann bei Normaldruck und im Vakuum betrieben werden. Wenn die Stetterbrücke mit zwei obenliegenden Anschlüssen ausgestattet ist, kann im Vakuumbetrieb eine Siedekapillare verwendet werden.